# Gustavo Gabriel Zurbriggen
Gustavo Gabriel Zurbriggen (* 26. November 1963 in Curupaity, Provinz Santa Fe) ist ein argentinischer römisch-katholischer Geistlicher und Bischof von Concordia.

## Leben
Gustavo Gabriel Zurbriggen studierte Philosophie und Katholische Theologie am Priesterseminar Nuestra Señora de Loreto in Córdoba. An der Päpstlichen Katholischen Universität von Argentinien in Buenos Aires erlangte er einen Bachelor im Fach Katholische Theologie und einen Abschluss als Religionslehrer. Am 26. Oktober 1990 empfing Zurbriggen in der Kapelle Nuestra Señora del Perpetuo Socorro in Curupaity durch den Bischof von Rafaela, Héctor Gabino Romero, das Sakrament der Priesterweihe für das Bistum Rafaela.
Zurbriggen war zunächst als Pfarrvikar der Pfarreien Santa Catalina de Siena in Suardi und Nuestra Señora de Fátima in Rafaela sowie an der Kathedrale San Rafael tätig. 1996 wurde er für weiterführende Studien nach Rom entsandt, wo er 1998 an der Päpstlichen Universität Gregoriana ein Lizenziat im Fach Dogmatik erwarb. Nach der Rückkehr in seine Heimat wirkte Zurbriggen erneut zwei Jahre als Pfarrvikar an der Kathedrale San Rafael in Rafaela, bevor er im Jahr 2000 Pfarrer der Pfarrei Santa Catalina de Siena in Suardi wurde. Ab 2006 war er Pfarrer der Kathedrale San Rafael. Daneben koordinierte Zurbriggen die Arbeit des Diözesanpastoralrats und lehrte Dogmatik an den Priesterseminaren Nuestra Señora del Cenáculo in Paraná und Nuestra Señora de Loreto in Córdoba. Darüber hinaus gehörte er dem Team für die Priesterfortbildung sowie dem Priesterrat und dem Konsultorenkollegium des Bistums Rafaela an.
Papst Benedikt XVI. ernannte ihn am 12. Oktober 2011 zum Koadjutorprälaten von Deán Funes. Die Bischofsweihe spendete ihm der Bischof von Rafaela, Carlos María Franzini, am 9. Dezember desselben Jahres vor der Kathedrale San Rafael in Rafaela; Mitkonsekratoren waren Aurelio José Kühn Hergenreder OFM, Prälat von Deán Funes, und Hugo Norberto Santiago, Bischof von Santo Tomé. Sein Wahlspruch Sigueme („Folge mir nach“) stammt aus Joh 21,19 . Mit dem altersbedingten Rücktritt Aurelio José Kühn Hergenreders am 21. Dezember 2013 trat Zurbriggen dessen Nachfolge als Prälat von Deán Funes an.
Am 21. Juni 2023 bestellte ihn Papst Franziskus zum Bischof von Concordia. Die Amtseinführung erfolgte am 1. September desselben Jahres.
In der Argentinischen Bischofskonferenz leitet Zurbriggen zudem die Kommission für die Hochschulseelsorge.